# Øjenfarve
Øjenfarve er den farve som øjets iris har. Farven dannes af pigment i øjets iris.
I realiteten er der mange forskellige krydsninger og variationer af de to farver — også nogle som bedre kunne betegnes som grønne.
Ved hjælp af kontaktlinser kan man få unaturlige farver frem.
Hos mennesket er den blå øjenfarve påvirket af ændringer i generne HERC2 og OCA2.

## Reference
1. ↑  Hans Eiberg; Jesper Thorvald Troelsen; Mette Nielsen; Annemette Mikkelsen; Jonas Mengel-From; Klaus W Kjaer; Lars Hansen (3. januar 2008), "Blue eye color in humans may be caused by a perfectly associated founder mutation in a regulatory element located within the HERC2 gene inhibiting OCA2 expression", Human Genetics, 123 (2): 177-187, doi:10.1007/S00439-007-0460-X, PMID 18172690, Wikidata  Q28263436
2. ↑  Michael P Donnelly; Peristera Paschou; Elena Grigorenko; David Gurwitz; Csaba Barta; Ru-Band Lu; Olga V Zhukova; Jong-Jin Kim; Marcello Siniscalco; Maria New; Hui Li; Sylvester L B Kajuna; Vangelis G Manolopoulos; William C Speed; Andrew J Pakstis; Judith R Kidd; Kenneth Kidd (maj 2012), "A global view of the OCA2-HERC2 region and pigmentation", Human Genetics, 131 (5): 683-96, doi:10.1007/S00439-011-1110-X, PMC 3325407, PMID 22065085, Wikidata  Q24597529